# 島津用久
島津 用久（しまづ もちひさ）は、室町時代の武将。薩摩国島津氏の分家・薩州家初代当主。出水亀ヶ城主。

## 生涯
応永18年（1411年）、島津宗家8代当主・島津久豊の次男として誕生。
用久が薩摩守を称したことから、彼の家は「薩州家」と呼ばれた。
兄で島津宗家9代当主・忠国は、本家相続後に領国内で度々反乱が発生したため領地経営に自信を失い妻の実家で隠居した。後世編纂された島津氏の記録では、守護代に任じられた用久は反乱勢力を鎮圧、領内をまとめたとされている。だが、この時期に発給された用久の文書は全て守護の書式であり、反対に守護代が発給する文書が見つかっていないことから、実際には島津氏の家督自体を譲られたと考えられている。だが、家督の譲渡を一時的なものと考えて将来は我が子に譲ろうと考えていた忠国と家中の人望を集めて当主の地位を固めつつあった用久が対立し、更に忠国・用久双方を支持する一揆が形成されるに至った。その後、内紛は用久の勝利で終わったものの、嘉吉元年（1441年）に島津領逃げ込んだ足利義教の弟である義昭の討伐に用久が積極的ではなく、代わりに忠国が討伐に当たったことから室町幕府が介入して、用久は一転して討伐の対象とされてしまう。これに反発する用久とその支持者は激しく抵抗するが、文安5年（1448年）に和解した。その後、忠国は阿久根や出水などを与えて用久との関係を回復させるが、一方で家臣との対立を深め、長禄2年（1458年）頃には家臣の間で用久を擁立して忠国を追放する計画もあったとされる。だが、それが実現する前に長禄3年（1459年）2月29日、死去。享年49。